# Blanc des Alpes
Le blanc des Alpes (en allemand : Weißes Alpenschaf) est une race ovine sans cornes originaire de Suisse, spécialement du Bas-Valais et du  Tessin. Elle représente actuellement la moitié du cheptel ovin suisse. Ce mouton est apprécié pour l'élevage intensif, mais aussi pour le pâturage extensif des montagnes.

## Histoire
Cette race est issue de croisements effectués au début du XXe siècle entre les races importées du mérinos du Wurtemberg (dite mérinos de campagne) et du mouton île-de-france avec la vieille race locale blanc des montagnes. Sa sélection systématique débute en 1938 avec un livre généalogique. Des améliorations par d'autres races sont suivies. Ce mouton s'est diffusé aussi en Autriche et en Allemagne. Il est élevé d'abord pour sa chair, notamment celle de l'agneau qui est considérée comme de haute qualité. Il s'agit de la race ovine la plus répandue en Suisse.

## Description
Le blanc des Alpes est une race de moyenne à grande taille dont les brebis mesurent en moyenne 70 cm au garrot pour plus de 70 kg et les béliers 80 cm pour 100 kg. Les deux sexes sont sans cornes et à robe blanche. Cette race donne de 3,5 à 4 kg de laine par an. La brebis met bas trois fois en deux ans et démontre de très bonnes qualités maternelles.